# Борго Фонтана Волпе (Рагуза)
Борго Фонтана Волпе је насеље у Италији у округу Рагуза, региону Сицилија.
Према процени из 2011. у насељу је живело 12 становника. Насеље се налази на надморској висини од 178 м.